# Bulbophyllum gajoense
Bulbophyllum gajoense là một loài phong lan thuộc chi Bulbophyllum.